# Quebrada La Herrera
La quebrada La Herrera a veces llamada "Granizal" es una de las corrientes hídricas más importantes del nororiente de la ciudad de Medellín, recorre parte de las comunas de Popular y Santa Cruz. Siendo la única de las quebradas mayores de la ciudad con un recorrido 100% urbano.

## Cauce y hechos históricos
La quebrada La Herrera nace a 1830 metros sobre el nivel del mar en el Cerro Santo Domingo, cerca al barrio Santo Domingo Savio en Popular, tiene en su nacimiento un cañón profundo y estrecho lo cual ha conservado el afloramiento de aguas en la cuenca, su parque lineal de hecho cuenta con surgencias de agua naturales conocidos como Los Pozos, que son muy atractivos principalmente en invierno, la línea del metrocable sigue su curso casi que de nacimiento a desembocadura, ya que desemboca en el río Medellín a 1437 MSNM al frente de la estación Acevedo del Metro.

### Afluentes
A la quebrada La Herrera desaguan las quebradas Blanquizala (principal afluente), Santa Ana, entre otras corrientes menores.